# 帕諾奇 (加利福尼亞州)
帕諾奇（英語：Panoche）是位於美國加利福尼亞州聖貝尼托縣的一個非建制地區。該地的面積和人口皆未知。

## 地理
帕諾奇的座標為36°35′49″N 120°50′01″W / 36.59694°N 120.83361°W，而該地的平均海拔高度為372米（即1220英尺）。